# Дель Прато, Энрико
Энрико Дель Прато (итал. Enrico Del Prato; род. 10 ноября 1999, Бергамо) — итальянский футболист, защитник, полузащитник и капитан клуба «Парма».  

## Карьера
Является воспитанником «Аталанты». Несколько раз вызывался в основной состав команды, но не сыграл ни одного матча.
13 июля 2019 года был отправлен в аренду в «Ливорно».
21 июня 2022 года после сезонной аренды «Парма» выкупила Энрико у «Аталанты». 12 августа в матче Серии B против «Бари» (2:2) Энрико дебютировал за клуб после выкупа. 

## Достижения
- Победитель Серии B: 2023/24